# Dicheirinia trispora
Dicheirinia trispora är en svampart som beskrevs av Cummins 1960. Dicheirinia trispora ingår i släktet Dicheirinia och familjen Raveneliaceae.   Inga underarter finns listade i Catalogue of Life.